# George Graham (calciatore)
George Graham (Bargeddie, 30 novembre 1944) è un ex calciatore e allenatore di calcio scozzese, di ruolo centrocampista o attaccante.
È noto soprattutto per il grande successo riscosso con l'Arsenal, sia come calciatore che come allenatore.

## Carriera
Graham ha avuto una carriera da giocatore di successo, in cui ha avuto 455 presenze nella Football League inglese come centrocampista o attaccante per Aston Villa, Chelsea, Arsenal, Manchester United, Portsmouth e Crystal Palace. Circa la metà delle sue apparizioni totali erano per l'Arsenal, e faceva parte della squadra che vinse il "double" vincendo sia il campionato sia l'FA Cup nel 1971. Graham fece anche 17 presenze per la California Surf nella NASL durante il 1978, poi si trasferì al coaching staff al Crystal Palace, prima di unirsi all'ex manager del Palace Terry Venables come allenatore al Queens Park Rangers. Come allenatore, ha vinto numerosi premi nazionali ed europei con l'Arsenal tra il 1987 e il 1995, tra cui due scudetti, due FA Cup e una Coppa delle Coppe e ha anche allenato Millwall, Leeds United e Tottenham Hotspur.

## Statistiche

### Statistiche da allenatore
| Stagione         | Squadra          | Campionato       | Campionato | Campionato | Campionato | Campionato | Coppe nazionali | Coppe nazionali | Coppe nazionali | Coppe nazionali | Coppe nazionali | Coppe continentali | Coppe continentali | Coppe continentali | Coppe continentali | Coppe continentali | Altre coppe | Altre coppe | Altre coppe | Altre coppe | Altre coppe | Totale | Totale | Totale | Totale | % Vittorie | Piazzamento |
| Stagione         | Squadra          | Comp             | G          | V          | N          | P          | Comp            | G               | V               | N               | P               | Comp               | G                  | V                  | N                  | P                  | Comp        | G           | V           | N           | P           | G      | V      | N      | P      | %          | Piazzamento |
| ---------------- | ---------------- | ---------------- | ---------- | ---------- | ---------- | ---------- | --------------- | --------------- | --------------- | --------------- | --------------- | ------------------ | ------------------ | ------------------ | ------------------ | ------------------ | ----------- | ----------- | ----------- | ----------- | ----------- | ------ | ------ | ------ | ------ | ---------- | ----------- |
| dic. 1982-1983   | Millwall         | TD               | 28         | 11         | 6          | 11         | FACup+CdL       | -               | -               | -               | -               | -                  | -                  | -                  | -                  | -                  | -           | -           | -           | -           | -           | 28     | 11     | 6      | 11     | 39,29      | Sub. 17º    |
| 1983-1984        | Millwall         | TD               | 46         | 18         | 13         | 15         | FACup+CdL       | 2+4             | 1+3             | 0+0             | 1+1             | -                  | -                  | -                  | -                  | -                  | -           | -           | -           | -           | -           | 52     | 22     | 13     | 17     | 42,31      | 9º          |
| 1984-1985        | Millwall         | TD               | 46         | 26         | 12         | 8          | FACup+CdL       | 7+4             | 5+1             | 1+2             | 1+1             | -                  | -                  | -                  | -                  | -                  | -           | -           | -           | -           | -           | 57     | 32     | 15     | 10     | 56,14      | 2º (prom.)  |
| 1985-1986        | Millwall         | SD               | 42         | 17         | 8          | 17         | FACup+CdL       | 5+4             | 2+2             | 2+2             | 1+0             | -                  | -                  | -                  | -                  | -                  | -           | -           | -           | -           | -           | 51     | 21     | 12     | 18     | 41,18      | 9º          |
| Totale Millwall  | Totale Millwall  | Totale Millwall  | 162        | 72         | 39         | 51         |                 | 26              | 14              | 7               | 5               |                    | -                  | -                  | -                  | -                  |             | -           | -           | -           | -           | 186    | 86     | 46     | 56     | 46,24      |             |
| 1986-1987        | Arsenal          | FD               | 42         | 20         | 10         | 12         | FACup+CdL       | 4+9             | 3+7             | 0+1             | 1+1             | -                  | -                  | -                  | -                  | -                  | -           | -           | -           | -           | -           | 55     | 30     | 11     | 14     | 54,55      | 4º          |
| 1987-1988        | Arsenal          | FD               | 40         | 18         | 12         | 10         | FACup+CdL       | 4+8             | 3+7             | 0+0             | 1+1             | -                  | -                  | -                  | -                  | -                  | -           | -           | -           | -           | -           | 52     | 28     | 12     | 12     | 53,85      | 6º          |
| 1988-1989        | Arsenal          | FD               | 38         | 22         | 10         | 6          | FACup+CdL       | 2+5             | 0+2             | 1+2             | 1+1             | -                  | -                  | -                  | -                  | -                  | -           | -           | -           | -           | -           | 45     | 24     | 13     | 8      | 53,33      | 1º          |
| 1989-1990        | Arsenal          | FD               | 38         | 18         | 8          | 12         | FACup+CdL       | 3+4             | 1+3             | 1+0             | 1+1             | -                  | -                  | -                  | -                  | -                  | CS          | 1           | 0           | 0           | 1           | 46     | 22     | 9      | 15     | 47,83      | 4º          |
| 1990-1991        | Arsenal          | FD               | 38         | 24         | 13         | 1          | FACup+CdL       | 8+4             | 4+3             | 3+0             | 1+1             | -                  | -                  | -                  | -                  | -                  | -           | -           | -           | -           | -           | 50     | 31     | 16     | 3      | 62,00      | 1º          |
| 1991-1992        | Arsenal          | FD               | 42         | 19         | 15         | 8          | FACup+CdL       | 1+3             | 0+1             | 0+1             | 1+1             | CC                 | 4                  | 1                  | 2                  | 1                  | CS          | 1           | 0           | 1           | 0           | 51     | 21     | 19     | 11     | 41,18      | 4º          |
| 1992-1993        | Arsenal          | PL               | 42         | 15         | 11         | 16         | FACup+CdL       | 8+9             | 5+6             | 3+3             | 0+0             | -                  | -                  | -                  | -                  | -                  | -           | -           | -           | -           | -           | 59     | 26     | 17     | 16     | 44,07      | 10º         |
| 1993-1994        | Arsenal          | PL               | 42         | 18         | 17         | 7          | FACup+CdL       | 3+5             | 1+2             | 1+2             | 1+1             | CdC                | 9                  | 6                  | 3                  | 0                  | CS          | 1           | 0           | 1           | 0           | 60     | 27     | 24     | 9      | 45,00      | 4º          |
| 1994-feb. 1995   | Arsenal          | PL               | 29         | 9          | 10         | 10         | FACup+CdL       | 2+6             | 0+4             | 1+1             | 1+1             | CdC                | 4                  | 3                  | 1                  | 0                  | SU          | 2           | 0           | 1           | 1           | 43     | 16     | 14     | 13     | 37,21      | Eson.       |
| Totale Arsenal   | Totale Arsenal   | Totale Arsenal   | 351        | 163        | 106        | 82         |                 | 88              | 52              | 20              | 16              |                    | 17                 | 10                 | 6                  | 1                  |             | 5           | 0           | 3           | 2           | 461    | 225    | 135    | 101    | 48,81      |             |
| set. 1996-1997   | Leeds Utd        | PL               | 33         | 9          | 12         | 12         | FACup+CdL       | 4+3             | 2+1             | 1+1             | 1+1             | -                  | -                  | -                  | -                  | -                  | -           | -           | -           | -           | -           | 40     | 12     | 14     | 14     | 30,00      | Sub. 11º    |
| 1997-1998        | Leeds Utd        | PL               | 38         | 17         | 8          | 13         | FACup+CdL       | 4+4             | 3+1             | 0+1             | 1+2             | -                  | -                  | -                  | -                  | -                  | -           | -           | -           | -           | -           | 46     | 21     | 9      | 16     | 45,65      | 5º          |
| ago.-ott. 1998   | Leeds Utd        | PL               | 7          | 2          | 5          | 0          | FACup+CdL       | -               | -               | -               | -               | CU                 | 2                  | 1                  | 0                  | 1                  | -           | -           | -           | -           | -           | 9      | 3      | 5      | 1      | 33,33      | Dim.        |
| Totale Leeds Utd | Totale Leeds Utd | Totale Leeds Utd | 78         | 28         | 25         | 25         |                 | 15              | 7               | 3               | 5               |                    | 2                  | 1                  | 0                  | 1                  |             | -           | -           | -           | -           | 95     | 36     | 28     | 31     | 37,89      |             |
| ott. 1998-1999   | Tottenham        | PL               | 31         | 9          | 12         | 10         | FACup+CdL       | 7+6             | 4+5             | 3+1             | 0+0             | -                  | -                  | -                  | -                  | -                  | -           | -           | -           | -           | -           | 44     | 18     | 16     | 10     | 40,91      | Sub. 11º    |
| 1999-2000        | Tottenham        | PL               | 38         | 15         | 8          | 15         | FACup+CdL       | 2+2             | 0+1             | 1+0             | 1+1             | CU                 | 4                  | 2                  | 1                  | 1                  | -           | -           | -           | -           | -           | 46     | 18     | 10     | 18     | 39,13      | 10º         |
| 2000-mar. 2001   | Tottenham        | PL               | 29         | 9          | 9          | 11         | FACup+CdL       | 4+3             | 4+1             | 0+1             | 0+1             | -                  | -                  | -                  | -                  | -                  | -           | -           | -           | -           | -           | 36     | 14     | 10     | 12     | 38,89      | Eson.       |
| Totale Tottenham | Totale Tottenham | Totale Tottenham | 98         | 33         | 29         | 36         |                 | 24              | 15              | 6               | 3               |                    | 4                  | 2                  | 1                  | 1                  |             | -           | -           | -           | -           | 126    | 50     | 36     | 40     | 39,68      |             |
| Totale carriera  | Totale carriera  | Totale carriera  | 689        | 296        | 199        | 194        |                 | 153             | 88              | 36              | 29              |                    | 23                 | 13                 | 7                  | 3                  |             | 5           | 0           | 3           | 2           | 870    | 397    | 245    | 228    | 45,63      |             |

## Palmarès

### Giocatore

#### Competizioni nazionali
- Coppa di Lega inglese: 1

Chelsea: 1964-1965
- Campionato inglese: 1

Arsenal: 1970-1971
- Coppa d'Inghilterra: 1

Arsenal: 1970-1971
- Second Division: 1

Manchester United: 1974-1975

#### Competizioni internazionali
- Coppa delle Fiere: 1

Arsenal: 1969-1970

### Allenatore

#### Competizioni nazionali
- Football League Trophy: 1

Millwall: 1982-1983
- Coppa di Lega inglese: 3

Arsenal: 1986-1987, 1992-1993
Tottenham: 1998-1999
- Campionato inglese: 2

Arsenal: 1988-1989, 1990-1991
- Community Shield: 1

Arsenal: 1991
- Coppa d'Inghilterra: 1

Arsenal: 1992-1993

#### Competizioni internazionali
- Coppa delle Coppe: 1

Arsenal: 1993-1994